# Nowa Wieś (rejon kołomyjski)
Nowa Wieś (dawn. Neudorf) – dawna wieś na Ukrainie, w  obwodzie iwanofrankiwskim, w rejonie kołomyjskim. Leżała na zachód od Mołodyłowa i na południe od Strupkowa.

## Historia
Nowa Wieś (Neudorf) to dawniej samodzielna wieś. W II Rzeczypospolitej stanowiła gminę jednostkową Nowa Wieś w  powiecie tłumackim w województwie stanisławowskim. 1 sierpnia 1934 roku w ramach reformy na podstawie ustawy scaleniowej weszła w skład nowej zbiorowej gminy Otynia, gdzie we wrześniu 1934 utworzyła gromadę.
Po wojnie włączona w struktury ZSRR.